# La teranyina
La Teranyina és una novel·la escrita l'any 1983 per l'escriptor català Jaume Cabré i Fabré. Forma part de l'anomenada trilogia de Feixes, juntament amb les novel·les Fra Junoy o l'agonia dels sons (1984) i El llibre dels preludis (1985).
La Teranyina va suposar un punt d'inflexió en la carrera literària de Jaume Cabré, ja que va ser mereixedora del Premi Sant Jordi 1983; aquell mateix any guanyaria el Premi Prudenci Bertrana per Fra Junoy. Ambdues obres, tot i que són independents l'una de l'altra, comparteixen espais i personatges. La Teranyina se centra en els fets ocorreguts durant la Setmana Tràgica de Barcelona, i construeix una reflexió sobre la força del poder econòmic.
L'eix temàtic de la novel·la és la lluita per poder, l'ambició per assolir el control d'una família, i d'una empresa. Exercir el domini dels mitjans de producció en una nova societat industrialitzada passarà per sobre de tot, fins i tot per sobre de la pau social.
El 1990, Antoni Verdaguer va adaptar La Teranyina al cinema amb una ambiciosa producció que va disposar d'un pressupost de 190 milions de pessetes. Amb motiu del 25è aniversari de la pel·lícula es va remasteritzar i digitalitzar.

## Argument
La Teranyina se situa a la ciutat de Feixes (nom imaginari que l'autor fa servir per referir-se a Terrassa) en el marc implícit de la Setmana Tràgica. La trama se centra en les intrigues familiars per aconseguir el poder sobre una empresa tèxtil.
El propietari de la fàbrica, Julià Rigau, inicia una comanda que pot reportar grans beneficis, però que alhora és molt arriscada: la confecció de roba per als uniformes militars dels soldats que han d'anar a la campanya del Marroc. L'ambició de l'amo passarà per davant de les pressions populars, totalment contràries al conflicte bèl·lic. La mort del seu germà, de tarannà més just, li facilitarà les coses. Però la divulgació del nou encàrrec de la fàbrica enrarirà els ànims a la ciutat, i serà el detonant d'un conflicte que es viurà amb hostilitat i dramatisme. L'enfrontament entre fabricants i proletaris és la base de la novel·la.
Els recents esdeveniments històrics fan que la burgesia se senti traïda per l'actitud de l'industrial, i la pau social es veu amenaçada per la contraposició d'interessos. A més, la germana de Julià Rigau, juntament amb Enric Turmeda - el seu cunyat i vell enemic dels germans Rigau -, es conxorxen per a enfonsar en Julià i aprofiten la seva impopularitat per deixar-lo en evidència davant el Consell d'Administració i prendre el control de l'empresa. Paral·lelament, també els treballadors s'organitzen i conspiren per afavorir els seus propis interessos, totalment oposats als dels amos.